# Prosopocoilus suevuei
Prosopocoilus suevuei es una especie de coleóptero de la familia Lucanidae.

## Distribución geográfica
Habita en Tailandia.